# Display PostScript
Display PostScript ist eine eingeschränkte Erweiterung zur Beschreibungssprache PostScript. Mit Display PostScript entwickelte das Unternehmen NeXT 1987 in Zusammenarbeit mit Adobe eine Technik, in der die Bildschirmdarstellung mit PostScript erfolgt. Dadurch sollte ein besseres WYSIWYG erreicht werden, da Bildschirm- und Druckausgabe auf Basis derselben Beschreibungssprache erfolgen. Das System wurde zusammen mit dem Unternehmen Adobe entwickelt und später als Adobe-Produkt vertrieben.
Anders als in OpenGL werden auch die Schriftzeichen „gezeichnet“, wodurch auf beliebige (verfügbare) Typ-1-Schriften zurückgegriffen werden kann, die auch im Druckgewerbe eingesetzt werden.
PostScript zeichnet sich durch eine sehr gute Maßhaltigkeit aus.
Verwendet wurde Display PostScript von NeXTStep, dem Betriebssystem der NeXTcube/NeXTstation, einem von Steve Jobs’ NeXT entwickelten Computer.
Display PostScript enthielt jedoch kein Window-System, sondern war zum Betrieb in Verbindung mit einem existierenden Fenstersystem gedacht, zum Beispiel X Window. In dieser Form wurde Display PostScript auch von Unternehmen wie Sun Microsystems, IBM und SGI auf deren Workstations eingesetzt.
Das Betriebssystem macOS von Apple nutzt mit Quartz ein ähnliches System zur Bildschirmdarstellung, im Gegensatz zu Display PostScript wird hier nicht PostScript als Datenquelle benutzt, sondern das Portable Document Format verwendet.